# 2006年MTV歐洲音樂大獎
2006年MTV歐洲音樂大獎於2006年11月2日在丹麥哥本哈根的 Bella Center 與 Rådhuspladsen 舉行。今年是第13屆MTV歐洲音樂大獎，典禮主持人為賈斯汀。

## 表演者
- 吹牛老爹 & 凱西（Cassie）
- 妮莉·費塔朵
- Gwar
- 噴射機樂團
- 基音樂團
- 殺手樂團
- 妖怪樂團
- 繆斯
- 流浪漢樂團（Outlandish）
- 蕾哈娜
- 史努比狗狗 & 菲瑞·威廉斯（Pharrell Williams）
- 賈斯汀

## 頒獎人
- 芭樂特
- 安德林·布洛迪
- 凱西（Cassie）
- 丹尼爾·克雷格
- 提傑安若·費洛
- 酷莉絲（Kelis）
- 強尼·納斯維爾（Johnny Knoxville）與傑夫·崔曼（Jeff Tremaine）
- 妖怪樂團
- 邁茲·米克森（Mads Mikkelsen）
- 魔比
- 甜心寶貝（Sugababes）
- 提姆巴蘭
- 拉爾斯·烏爾里希
- 肯伊·威斯特
- 羅比·威廉斯

## 年度最佳歌曲
- 妮莉·費塔朵 －《Maneater》
- 奈爾斯·巴克利（Gnarls Barkley）－《Crazy》
- 嗆辣紅椒－《Dani California》
- 蕾哈娜－《S.O.S.》
- 夏奇拉 feat. 懷克里夫·金－《Hips Don't Lie》

## 年度最佳音樂錄影帶
- 奈爾斯·巴克利（Gnarls Barkley）－《Crazy》
- 正義樂團（Justice） vs. 人猿兵團（Simian）－《We Are Your Friends》
- OK Go－《A Million Ways》
- 紅粉佳人－《Stupid Girls》
- 肯伊·威斯特－《Touch The Sky》

## 年度最佳專輯
- 克莉絲汀－《天生歌姬》
- 妮莉·費塔朵－《解放》
- 瑪丹娜－《娜語錄》（Confessions on a Dance Floor）
- 繆斯樂團－《黑洞啟示錄》（Black Holes & Revelations）
- 嗆辣紅椒－《星戰競技場》（Stadium Arcadium）

## 年度最佳女藝人
- 克莉絲汀
- 碧昂絲
- 妮莉·費塔朵
- 瑪丹娜
- 夏奇拉

## 年度最佳男藝人
- 尚恩·保羅
- 菲瑞·威廉斯（Pharell Williams）
- 賈斯汀
- 肯伊·威斯特
- 羅比·威廉斯

## 年度最佳團體
- 黑眼豆豆
- 流行尖端
- 基音樂團
- 小野貓
- 嗆辣紅椒

## 年度最佳新人
- 奈爾斯·巴克利（Gnarls Barkley）

## 年度最佳流行藝人
- 克莉絲汀
- 瑪丹娜
- 夏奇拉
- 賈斯汀
- 羅比·威廉斯

## 年度最佳搖滾藝人
- 伊凡塞斯
- 基音樂團
- 殺手樂團
- 嗆辣紅椒
- 鼓擊樂團

## 年度最佳另類藝人
- 北極潑猴
- 崆樂團
- 繆斯樂團
- 虎爛樂團（The Raconteurs）
- 墮落體制

## 年度最佳節奏藍調藝人
- 碧昂絲
- 瑪麗·布萊姬
- 流浪者（Outkast）
- 菲瑞·威廉斯（Pharell Williams）
- 蕾哈娜

## 年度最佳嘻哈藝人
- 蜜西·艾莉特（Missy Elliott）
- 尚恩·保羅
- 吹牛老爹
- 巴斯達韻
- 肯伊·威斯特

## 最佳英國及愛爾蘭藝人
- 莉莉·艾倫
- 北極潑猴
- 傻瓜樂團
- 繆斯樂團
- 肯妮·貝兒

## 最佳德國藝人
- Bushido（英语：Bushido (rapper)）
- 死褲子樂隊
- 雷姆斯汀
- 銀月樂團
- Sportfreunde Stiller

## 最佳丹麥藝人
- Kashmir（英语：Kashmir (band)）
- Liam O'Connor（英语：Liam O'Connor）
- Nik & Jay
- 流浪漢（Outlandish）
- Spleen United（英语：Spleen United）

## 最佳芬蘭藝人
- 妖怪樂團
- PMMP（英语：PMMP）
- Poets of the Fall（英语：Poets of the Fall）
- Olavi Uusivirta（英语：Olavi Uusivirta）
- Von Hertzen Brothers（英语：Von Hertzen Brothers）

## 最佳挪威藝人
- Amulet
- Mira Craig（英语：Mira Craig）
- 玛丽特·拉森
- Serena Maneesh（英语：Serena Maneesh）
- 艾爾薇拉（Elvira Nikolaisen）

## 最佳瑞典藝人
- The Knife
- 麗莎·密絲柯維斯基（Lisa Miskovsky）
- 彼得畢昂與約翰（Peter, Bjorn & John）
- Snook（英语：Snook）
- The Sounds（英语：The Sounds）

## 最佳義大利藝人
- 時空飛鷹
- 提傑安若·費洛
- 芬黎樂團（Finley）
- Jovanotti（英语：Jovanotti）
- Mondo Marcio

## 最佳荷蘭及比利時藝人
- 雅諾克（Anouk）
- 平手樂團（Deus）
- 肯恩樂團（Kane）
- Pete Philly and Perquisite（英语：Pete Philly and Perquisite）
- Gabriel Rios（英语：Gabriel Rios）

## 最佳法國藝人
- Diam's（英语：Diam's）
- Rohff
- Olivia Ruiz（英语：Olivia Ruiz）
- 巴布·辛克勒（Bob Sinclar）
- Undefined

## 最佳波蘭藝人
- 部落格27（Blog 27）
- Coma（英语：Coma (band)）
- Hey（英语：Hey (band)）
- Sistars（英语：Sistars）
- Virgin（英语：Virgin (band)）

## 最佳西班牙藝人
- Nena Daconte（英语：Nena Daconte）
- La Excepcion（英语：La Excepcion）
- 梵谷左耳
- 馬卡寇（Macaco）
- 培雷沙（Pereza）

## 最佳俄羅斯藝人
- 季馬·比蘭
- Gorod 312（英语：Gorod 312）
- Valeriy Meladze（英语：Valeriy Meladze）
- t.A.T.u.
- Uma2rman（英语：Uma2rman）

## 最佳羅馬尼亞藝人
- Blondy
- DJ Project（英语：DJ Project）
- Morandi（英语：Morandi (band)）
- Parazitii（英语：Parazitii）
- Simplu

## 最佳葡萄牙藝人
- Boss AC（英语：Boss AC）
- Expensive Soul（英语：Expensive Soul）
- David Fonseca（英语：David Fonseca）
- Mind Da Gap
- 寒月魔咒（Moonspell）

## 最佳亞得里亞海藝人
- Aleksandra Kovac（英语：Aleksandra Kovac）
- Let 3（英语：Let 3）
- Edo Maajka（英语：Edo Maajka）
- Neisha（英语：Neisha）
- Siddharta（英语：Siddharta (band)）

## 最佳波羅的海藝人
- 腦力激盪（Brainstorm）
- Inculto
- Skamp（英语：Skamp）
- Tanel Padar（英语：Tanel Padar）
- Vanilla Ninja（英语：Vanilla Ninja）

## 最佳非洲藝人
- Freshlyground
- David Mathenge（英语：David Mathenge）
- Juma Nature（英语：Juma Nature）
- P-Square（英语：P-Square）
- Anselmo Ralph

## 外部連結
- MTV歐洲官方網站（页面存档备份，存于）
- MTV歐洲音樂大獎官方網站（页面存档备份，存于）